# El Salvador (Cuba)
El Salvador è un comune di Cuba, situato nella provincia di Guantánamo.  
Il comune, che conta una popolazione di 45 662 abitanti e una superficie di 637 km², è sorto come divisione politico-amministrativa nel 1976 e fu chiamato in questo modo in onore del paese centroamericano (El Salvador) alleato di Cuba dopo la Rivoluzione del 1956.  
Nelle montagne collidenti al comune si trovano le rovine di una delle prime piantagioni di caffè dell'isola, importate dai francesi provenienti dalla vicina Haiti. Queste rovine fanno parte del complesso del paesaggio archeologico delle prime piantagioni di caffè nel sud-est di Cuba, dichiarato Patrimonio dell'umanità dall'UNESCO nel 2000.